# Kanmantoo
Kanmantoo – miasto w Australii, w stanie Australia Południowa.